# استان ویسوچینا
استان ویسوچینا (به چکی: Kraj Vysočina، تلفظ: [ˈvɪsotʃɪna] به‌معنای منطقه مرتفع) یکی از تقسیمات اداری جمهوری چک به وسعت ۶٬۷۹۵ کیلومتر مربع است که بخشی از آن در جنوب‌شرقی منطقهٔ تاریخی بوهم و بخش دیگر آن در جنوب‌غربی منطقهٔ تاریخی موراویا قرار دارد.
این استان که در سال ۲۰۰۷ دارای جمعیت ۵۱۱٬۶۴۵ نفری بوده‌است خود به ۵ منطقه تقسیم می‌شود که شامل منطقهٔ ییهلاوا، منطقهٔ هاولیچکوف بروت، منطقهٔ ژدار نات سازاوو، منطقهٔ پلهریموف و منطقهٔ تربیچ است. مرکز ویسوچینا ییهلاوا است که در منطقهٔ ییهلاوا قرار دارد.

## شهرها و شهرک‌ها
- ییهلاوا
- بیستریتسه نات پِرنشتِینِم
- خوتبور
- هاولیچوف بروت
- هومپولِتس
- مورافسکه بوردیوویتسه
- نامنِشت نات اوسلاوو
- نووه منیستو نا موراوه
- پاتسوف
- پلهریموف
- پُلنا
- سویِتلا نات سازاوو
- تِلچ
- تربیچ
- وِلکِه مِزیریچی
- ژدار نات سازاوو